# Krasnoufimsk
Huyện Krasnoufimsk (tiếng Nga: Красноуфи́мск) là một huyện hành chính tự quản (raion), của Tỉnh Sverdlovsk, Nga. Huyện có diện tích 48 kilômét vuông, dân số thời điểm ngày 1 tháng 1 năm 2000 là 44600 người. Trung tâm của huyện đóng ở Krasnoufimsk.